# Noah Syndergaard
Noah Seth Syndergaard (ur. 29 sierpnia 1992) – amerykański baseballista występujący na pozycji miotacza w New York Mets.

## Przebieg kariery
Po ukończeniu szkoły średniej, w czerwcu 2010 został wybrany w pierwszej rundzie draftu z numerem 38. przez Toronto Blue Jays, ale występował jedynie w klubach farmerskich tego zespołu, najwyżej na poziomie Class-A. W grudniu 2012 w ramach wymiany zawodników przeszedł do organizacji New York Mets, w 2014 awansując do zespołu Las Vegas 51s z Triple-A.
Sezon 2015 rozpoczął od występów w Las Vegas 51s rozgrywając 5 meczów, w których zanotował bilans W-L 3–0, uzyskując wskaźnik ERA 1,82 i średnią uderzeń 0,455. 7 maja 2015 w wyniku kontuzji Dillona Gee został przesunięty do pięcioosobowej rotacji miotaczy New York Mets i pięć dni później zadebiutował w Major League Baseball w meczu przeciwko Chicago Cubs, w którym zanotował porażkę. Pierwsze zwycięstwo zaliczył pięć dni później w swoim drugim starcie 17 maja 2015 w spotkaniu z Milwaukee Brewers.
27 maja 2015 w wygranym 7–0 przez Mets meczu z Pittsburgh Pirates na Citi Field, zdobył pierwszego home runa w MLB. W lipcu 2016 został powołany po raz pierwszy do NL All-Star Team.

## Nagrody i wyróżnienia
| Nagroda/wyróżnienie | Lata | Źródło |
| All-Star            | 2016 | [ 8 ]  |